# Katedra w Drandzie
Katedra w Drandzie – prawosławna katedra w Drandzie w Abchazji, w przeszłości główna cerkiew monasteru Zaśnięcia Matki Bożej.
Wielu badaczy utożsamia katedrę w Drandzie ze świątynią wzniesioną, według relacji Prokopiusza z Cezarei, na polecenie Justyniana Wielkiego. Obiekt pełnił funkcję katedry eparchii abchaskiej Patriarchatu Konstantynopola od VII w. do II poł. XVII w., gdy biskup Gabriel wyjechał z Drandy po jej włączeniu do Królestwa Abchazji.
Jest to świątynia krzyżowo-kopułowa z trzema absydami od strony wschodniej. W jednej z absyd znajduje się ołtarz. Od zachodu do świątyni przylega narteks z położonym nad nim chórem. Cerkiew wieńczy pojedyncza kopuła na szesnastobocznym bębnie, w którym wykuto 36 otworów okiennych. We wnętrzu katedry pierwotnie znajdowały się freski, które były widoczne jeszcze w II poł. XIX w., z czasem jednak uległy całkowitemu zatarciu.
Po przeprowadzeniu podstawowych prac konserwatorskich cerkiew jest udostępniania wiernym.